# Tour de France 1956
Le Tour de France 1956 est la 43e édition du Tour de France, course cycliste qui s'est déroulée du 5 juillet au 28 juillet 1956.
La course, organisée par les journaux quotidiens L’Équipe et le Parisien Libéré, est constituée de 22 étapes pour 4 498 km, traverse trois pays, s'élance de Reims et arrive à Paris.
La compétition est remportée par le Français Roger Walkowiak.

## Généralités
Douze équipes nationales ou régionales de dix coureurs prennent le départ de Reims. Seule la formation Italie arrive au complet à Paris.
Le Français Roger Walkowiak réalise, avec 31 autres coureurs, une longue échappée dans la 7e étape entre Lorient et Angers et arrive avec 19 minutes d'avance sur le peloton des favoris qui se sont fait piéger. C'est le tournant de ce Tour.
Le Français Roger Hassenforder gagne quatre étapes dont une échappée solitaire de 187 km dans la 21e étape de Lyon à Montluçon et le Belge Alfred De Bruyne trois étapes.
Lors d'une chute collective au col de l'Œillon lors de la dix-neuvième étape, le maillot jaune, Roger Walkowiak, se fait peur, mais, grâce à un intense effort, retrouve la tête de course et conserve par la même occasion son maillot jaune.
Le changement de roue est autorisé après une crevaison pour la première fois dans la compétition.
La vitesse moyenne de ce Tour est de 36,268 km/h.

## Parcours
Le départ est donné de Reims (Marne).
Turin (Italie) est ville-étape pour la première fois.
Le parcours emprunte les routes de trois pays : la France, la Belgique et l'Italie.
Le vélodrome du parc des Princes dans le 16e arrondissement de Paris accueille l'arrivée du Tour comme chaque année de 1905 à 1967.
Ce Tour comporte deux journées de repos pour les coureurs le samedi 14 juillet à Bordeaux (Gironde) et le samedi 21 juillet à Aix-en-Provence (Bouches-du-Rhône).
|                | Villes | Total |
| -------------- | --- | ----- |
| Villes-étape   | Aix-en-Provence, Angers, Bayonne, Bordeaux, Caen, Gap, Grand-Couronne/Orival, Grenoble, La Rochelle, Lille, Liège, Lorient, Luchon, Lyon, Montluçon, Montpellier, Pau, Rouen, Saint-Étienne, Saint-Malo, Toulouse, Turin | 22    |
| Villes-départ  | Reims | 1     |
| Villes-arrivée | Paris | 1     |

## Étapes
| Étape,       | Date            | Villes étapes                        |                             | Distance (km)         | Vainqueur d’étape     | Leader du classement général |
| ------------ | --------------- | ------------------------------------ | --------------------------- | --------------------- | --------------------- | ---------------------------- |
| 1re étape    | jeu. 5 juillet  | Reims – Liège (BEL)                  | Étape de plaine             | 223                   | André Darrigade       | André Darrigade              |
| 2e étape     | ven. 6 juillet  | Liège (BEL) – Lille                  | Étape de plaine             | 217                   | Alfred De Bruyne      | André Darrigade              |
| 3e étape     | sam. 7 juillet  | Lille – Rouen                        | Étape de plaine             | 225                   | Arrigo Padovan        | Gilbert Desmet               |
| 4e étape (a) | dim. 8 juillet  | Circuit des Essarts                  | Contre-la-montre individuel | 15,1                  | Charly Gaul           | Gilbert Desmet               |
| 4e étape (b) | dim. 8 juillet  | Rouen – Caen                         | Étape de plaine             | 125                   | Roger Hassenforder    | André Darrigade              |
| 5e étape     | lun. 9 juillet  | Caen – Saint-Malo                    | Étape de plaine             | 189                   | Joseph Morvan         | André Darrigade              |
| 6e étape     | mar. 10 juillet | Saint-Malo – Lorient                 | Étape de plaine             | 192                   | Alfred De Bruyne      | André Darrigade              |
| 7e étape     | mer. 11 juillet | Lorient – Angers                     | Étape de plaine             | 244                   | Alessandro Fantini    | Roger Walkowiak              |
| 8e étape     | jeu. 12 juillet | Angers – La Rochelle                 | Étape de plaine             | 180                   | Miguel Poblet         | Roger Walkowiak              |
| 9e étape     | ven. 13 juillet | La Rochelle – Bordeaux               | Étape de plaine             | 219                   | Roger Hassenforder    | Roger Walkowiak              |
|              | sam. 14 juillet | Bordeaux                             | Jour de repos               | Journée de repos no 1 | Journée de repos no 1 | Journée de repos no 1        |
| 10e étape    | dim. 15 juillet | Bordeaux – Bayonne                   | Étape de plaine             | 201                   | Alfred De Bruyne      | Gerrit Voorting              |
| 11e étape    | lun. 16 juillet | Bayonne – Pau                        | Étape de montagne           | 255                   | Nino Defilippis       | André Darrigade              |
| 12e étape    | mar. 17 juillet | Pau – Luchon                         | Étape de montagne           | 130                   | Jean-Pierre Schmitz   | Jan Adriaensens              |
| 13e étape    | mer. 18 juillet | Luchon – Toulouse                    | Étape de montagne           | 176                   | Nino Defilippis       | Jan Adriaensens              |
| 14e étape    | jeu. 19 juillet | Toulouse – Montpellier               | Étape de plaine             | 231                   | Roger Hassenforder    | Jan Adriaensens              |
| 15e étape    | ven. 20 juillet | Montpellier – Aix-en-Provence        | Étape de plaine             | 204                   | Joseph Thomin         | Wout Wagtmans                |
|              | sam. 21 juillet | Aix-en-Provence                      | Jour de repos               | Journée de repos no 2 | Journée de repos no 2 | Journée de repos no 2        |
| 16e étape    | dim. 22 juillet | Aix-en-Provence – Gap                | Étape de montagne           | 203                   | Jean Forestier        | Wout Wagtmans                |
| 17e étape    | lun. 23 juillet | Gap – Turin (ITA)                    | Étape de montagne           | 234                   | Nino Defilippis       | Wout Wagtmans                |
| 18e étape    | mar. 24 juillet | Turin (ITA) – Grenoble               | Étape de montagne           | 250                   | Charly Gaul           | Roger Walkowiak              |
| 19e étape    | mer. 25 juillet | Grenoble – Saint-Étienne             | Étape de montagne           | 173                   | Stan Ockers           | Roger Walkowiak              |
| 20e étape    | jeu. 26 juillet | Saint-Étienne – Lyon                 | Contre-la-montre individuel | 73                    | Miguel Bover          | Roger Walkowiak              |
| 21e étape    | ven. 27 juillet | Lyon – Montluçon                     | Étape de montagne           | 237                   | Roger Hassenforder    | Roger Walkowiak              |
| 22e étape    | sam. 28 juillet | Montluçon – Paris - Parc des Princes | Étape de plaine             | 331                   | Gastone Nencini       | Roger Walkowiak              |

## Classements

### Classement général final
| Classement général | Classement général  | Classement général | Classement général | Classement général  |
|                    | Coureur             | Pays               | Équipe             | Temps               |
| ------------------ | ------------------- | ------------------ | ------------------ | ------------------- |
| 1er                | Roger Walkowiak     | France             | Nord-Est - Centre  | en 124 h 1 min 16 s |
| 2e                 | Gilbert Bauvin      | France             | France             | + 1 min 25 s        |
| 3e                 | Jan Adriaensens     | Belgique           | Belgique           | + 3 min 44 s        |
| 4e                 | Federico Bahamontes | Espagne            | Espagne            | + 10 min 14 s       |
| 5e                 | Nino Defilippis     | Italie             | Italie             | + 10 min 25 s       |
| 6e                 | Wout Wagtmans       | Pays-Bas           | Pays-Bas           | + 10 min 59 s       |
| 7e                 | Nello Lauredi       | France             | Sud-Est            | + 14 min 1 s        |
| 8e                 | Stan Ockers         | Belgique           | Belgique           | + 16 min 52 s       |
| 9e                 | René Privat         | France             | France             | + 22 min 59 s       |
| 10e                | Alves Barbosa       | Portugal           | Luxembourg / Mixte | + 26 min 3 s        |
| 11e                | Gerrit Voorting     | Pays-Bas           | Pays-Bas           | + 27 min 16 s       |
| 12e                | Jean Forestier      | France             | France             | + 30 min 15 s       |
| 13e                | Charly Gaul         | Luxembourg         | Luxembourg / Mixte | + 32 min 14 s       |
| 14e                | Brian Robinson      | Royaume-Uni        | Luxembourg / Mixte | + 33 min 54 s       |
| 15e                | Daan de Groot       | Pays-Bas           | Pays-Bas           | + 38 min 40 s       |
| 16e                | André Darrigade     | France             | France             | + 39 min 51 s       |
| 17e                | Alex Close          | Belgique           | Belgique           | + 41 min 47 s       |
| 18e                | Fernand Picot       | France             | Ouest              | + 42 min 28 s       |
| 19e                | Jean Dotto          | France             | Sud-Est            | + 47 min 19 s       |
| 20e                | Alfred De Bruyne    | Belgique           | Belgique           | + 49 min 53 s       |
| 21e                | Gilbert Desmet      | Belgique           | Belgique           | + 50 min 56 s       |
| 22e                | Gastone Nencini     | Italie             | Italie             | + 54 min 56 s       |
| 23e                | Bruno Monti         | Italie             | Italie             | + 56 min 58 s       |
| 24e                | Pasquale Fornara    | Italie             | Italie             | + 59 min 58 s       |
| 25e                | Maurice Quentin     | France             | Ouest              | + 1 h 3 min 53 s    |
| modifier           |                     |                    |                    |                     |

### Classements annexes finals
| Classement par points, | Classement par points, | Classement par points, | Classement par points, | Classement par points, |
| ---------------------- | ---------------------- | ---------------------- | ---------------------- | ---------------------- |
|                        | Coureur                | Pays                   | Équipe                 | Point(s)               |
| 1er                    | Stan Ockers            | Belgique               | Belgique               | 280 points             |
| 2e                     | Fernand Picot          | France                 | Ouest                  | 464 pts                |
| 3e                     | Gerrit Voorting        | Pays-Bas               | Pays-Bas               | 465 pts                |
| 4e                     | André Darrigade        | France                 | France                 | 489 pts                |
| 5e                     | Gilbert Bauvin         | France                 | France                 | 510 pts                |
| 6e                     | Daan de Groot          | Pays-Bas               | Pays-Bas               | 546 pts                |
| 7e                     | Gilbert Desmet         | Belgique               | Belgique               | 578 pts                |
| 8e                     | Nino Defilippis        | Italie                 | Italie                 | 596 pts                |
| 9e                     | Nello Lauredi          | France                 | Sud-Est                | 624 pts                |
| 10e                    | Alves Barbosa          | Portugal               | Luxembourg / Mixte     | 628 pts                |
| modifier               |                        |                        |                        |                        |

| Classement du Prix du meilleur grimpeur, | Classement du Prix du meilleur grimpeur,     | Classement du Prix du meilleur grimpeur, | Classement du Prix du meilleur grimpeur, | Classement du Prix du meilleur grimpeur, |
| ---------------------------------------- | -------------------------------------------- | ---------------------------------------- | ---------------------------------------- | ---------------------------------------- |
|                                          | Coureur                                      | Pays                                     | Équipe                                   | Point(s)                                 |
| 1er                                      | Charly Gaul                                  | Luxembourg                               | Luxembourg / Mixte                       | 71 points                                |
| 2e                                       | Federico Bahamontes                          | Espagne                                  | Espagne                                  | 67 pts                                   |
| 3e                                       | Valentin Huot                                | France                                   | Sud-Ouest                                | 65 pts                                   |
| 4e                                       | Stan Ockers                                  | Belgique                                 | Belgique                                 | 55 pts                                   |
| 5e                                       | Richard van Genechten                        | Belgique                                 | Belgique                                 | 30 pts                                   |
| 6e                                       | Roger Walkowiak                              | France                                   | Nord-Est - Centre                        | 27 pts                                   |
| 7e                                       | Jean-Pierre Schmitz                          | Luxembourg                               | Luxembourg / Mixte                       | 15 pts                                   |
| 8e                                       | Raymond Meyzenq                              | France                                   | Sud-Est                                  | 14 pts                                   |
| 9e                                       | Jean Forestier Jan Adriaensens Bernardo Ruiz | France Belgique Espagne                  | France Belgique Espagne                  | 13 pts                                   |
| modifier                                 |                                              |                                          |                                          |                                          |

| Classement par équipes, | Classement par équipes, | Classement par équipes, | Classement par équipes, |
|                         | Équipe                  | Pays                    | Temps                   |
| ----------------------- | ----------------------- | ----------------------- | ----------------------- |
| 1re                     | Belgique                | Belgique                | en 369 h 47 min 42 s    |
| 2e                      | Italie                  | Italie                  | + 1 h 4 min 26 s        |
| 3e                      | Pays-Bas                | Pays-Bas                | + 1 h 13 min 11 s       |
| 4e                      | France                  | France                  | + 1 h 24 min 8 s        |
| 5e                      | Ouest                   | France                  | + 1 h 44 min 12 s       |
| 6e                      | Sud-Est                 | France                  | + 1 h 57 min 39 s       |
| 7e                      | Espagne                 | Espagne                 | + 3 h 4 min 35 s        |
| 8e                      | Luxembourg / Mixte      | Luxembourg              | + 3 h 12 min 59 s       |
| 9e                      | Nord-Est - Centre       | France                  | + 3 h 55 min 25 s       |
| 10e                     | Sud-Ouest               | France                  | + 4 h 43 min 10 s       |
| modifier                |                         |                         |                         |

| Classement de la combativité, | Classement de la combativité, | Classement de la combativité, | Classement de la combativité, | Classement de la combativité, |
| ----------------------------- | ----------------------------- | ----------------------------- | ----------------------------- | ----------------------------- |
|                               | Coureur                       | Pays                          | Équipe                        | Point(s)                      |
| 1er                           | André Darrigade               | France                        | France                        | 175 points                    |
| 2e                            | Roger Hassenforder            | France                        | Ouest                         | 142 pts                       |
| 3e                            | Charly Gaul                   | Luxembourg                    | Luxembourg / Mixte            | 119 pts                       |
| 4e                            | Nino Defilippis               | Italie                        | Italie                        | 118 pts                       |
| 5e                            | Nicolas Barone                | France                        | Île-de-France                 | 106 pts                       |
| 6e                            | Claude Le Ber                 | France                        | Ouest                         | 100 pts                       |
| 7e                            | Roger Walkowiak               | France                        | Nord-Est - Centre             | 98 pts                        |
| 8e                            | Raymond Elena                 | France                        | Sud-Est                       | 92 pts                        |
| 9e                            | Nello Lauredi                 | France                        | Sud-Est                       | 83 pts                        |
| 10e                           | Pierre Barbotin               | France                        | France                        | 77 pts                        |
| modifier                      |                               |                               |                               |                               |

### Évolution des classements
| Étape              | Vainqueur           | Classement général | Classement par points | Classement de la montagne | Classement par équipes | Classement de la combativité | Classement de la combativité |
| Étape              | Vainqueur           | Classement général | Classement par points | Classement de la montagne | Classement par équipes | Étape                        | Leader                       |
| ------------------ | ------------------- | ------------------ | --------------------- | ------------------------- | ---------------------- | ---------------------------- | ---------------------------- |
| 1                  | André Darrigade     | André Darrigade    | André Darrigade       | Non décerné               | Luxembourg / Mixte     | Brian Robinson               | Brian Robinson               |
| 2                  | Fred De Bruyne      | André Darrigade    | André Darrigade       | Non décerné               | Luxembourg / Mixte     | Pierre Pardoën               | Brian Robinson               |
| 3                  | Arrigo Padovan      | Gilbert Desmet     | Antonin Rolland       | Non décerné               | Luxembourg / Mixte     | Claude Le Ber                | Brian Robinson               |
| 4a                 | Charly Gaul         | Gilbert Desmet     | Antonin Rolland       | Non décerné               | Luxembourg / Mixte     | Pierre Barbotin              | Brian Robinson               |
| 4b                 | Roger Hassenforder  | André Darrigade    | Roger Hassenforder    | Non décerné               | France                 | Pierre Barbotin              | Brian Robinson               |
| 5                  | Joseph Morvan       | André Darrigade    | Roger Hassenforder    | Non décerné               | France                 | Mario Bertolo                | Brian Robinson               |
| 6                  | Fred De Bruyne      | André Darrigade    | Daan de Groot         | Non décerné               | France                 | André Darrigade              | André Darrigade              |
| 7                  | Alessandro Fantini  | Roger Walkowiak    | Fernand Picot         | Non décerné               | Belgique               | Nello Lauredi                | André Darrigade              |
| 8                  | Miguel Poblet       | Roger Walkowiak    | Daan de Groot         | Non décerné               | Ouest                  | André Darrigade              | André Darrigade              |
| 9                  | Roger Hassenforder  | Roger Walkowiak    | Daan de Groot         | Non décerné               | Ouest                  | Leo van der Pluym (en)       | André Darrigade              |
| 10                 | Fred De Bruyne      | Gerrit Voorting    | Daan de Groot         | Non décerné               | Belgique               | Nicolas Barone               | André Darrigade              |
| 11                 | Nino Defilippis     | André Darrigade    | André Darrigade       | Valentin Huot             | Belgique               | Nino Defilippis              | André Darrigade              |
| 12                 | Jean-Pierre Schmitz | Jan Adriaensens    | Fernand Picot         | Valentin Huot             | Belgique               | Jean-Pierre Schmitz          | André Darrigade              |
| 13                 | Nino Defilippis     | Jan Adriaensens    | Fernand Picot         | Valentin Huot             | Belgique               | Nicolas Barone               | André Darrigade              |
| 14                 | Roger Hassenforder  | Jan Adriaensens    | Fernand Picot         | Valentin Huot             | Belgique               | Raymond Elena                | André Darrigade              |
| 15                 | Joseph Thomin       | Wout Wagtmans      | Fernand Picot         | Valentin Huot             | Belgique               | Joseph Thomin                | André Darrigade              |
| 16                 | Jean Forestier      | Wout Wagtmans      | Fernand Picot         | Valentin Huot             | Belgique               | Alves Barbosa                | André Darrigade              |
| 17                 | Nino Defilippis     | Wout Wagtmans      | Fernand Picot         | Valentin Huot             | Belgique               | Charly Gaul                  | André Darrigade              |
| 18                 | Charly Gaul         | Roger Walkowiak    | Stan Ockers           | Valentin Huot             | Belgique               | Roger Walkowiak              | André Darrigade              |
| 19                 | Stan Ockers         | Roger Walkowiak    | Stan Ockers           | Charly Gaul               | Belgique               | Stan Ockers                  | André Darrigade              |
| 20                 | Miguel Bover        | Roger Walkowiak    | Stan Ockers           | Charly Gaul               | Belgique               | Roger Hassenforder           | André Darrigade              |
| 21                 | Roger Hassenforder  | Roger Walkowiak    | Stan Ockers           | Charly Gaul               | Belgique               | Jan Adriaensens              | André Darrigade              |
| 22                 | Gastone Nencini     | Roger Walkowiak    | Stan Ockers           | Charly Gaul               | Belgique               | Claude Le Ber                | André Darrigade              |
| Classements finals | Classements finals  | Roger Walkowiak    | Stan Ockers           | Charly Gaul               | Belgique               | André Darrigade              | André Darrigade              |

## Liste des coureurs
La liste ci-dessous présente les coureurs inscrits par numéro de dossard.
| Légende | Légende                                                                    | Légende | Légende                                                    |
| ------- | -------------------------------------------------------------------------- | ------- | ---------------------------------------------------------- |
| Num     | Dossard de départ porté par le coureur sur ce Tour                         | Pos     | Position à l'arrivée de la course                          |
|         | Indique un maillot de champion national ou mondial, suivi de sa spécialité | NP      | Indique un coureur qui n'a pas pris le départ de la course |
| AB      | Indique un coureur qui n'a pas terminé la course                           | HD      | Indique un coureur qui a terminé la course hors des délais |

| France                           | France                  | France |
| -------------------------------- | ----------------------- | ------ |
| Num                              | Coureur                 | Pos    |
| 1                                | Pierre Barbotin (FRA)   | 46e    |
| 2                                | Gilbert Bauvin (FRA)    | 2e     |
| 3                                | Louis Bergaud (FRA)     | 54e    |
| 4                                | André Darrigade (FRA)   | 16e    |
| 5                                | Jean Forestier (FRA)    | 12e    |
| 6                                | Raphaël Géminiani (FRA) | 49e    |
| 7                                | François Mahé (FRA)     | AB-12  |
| 8                                | Jean Malléjac (FRA)     | 34e    |
| 9                                | René Privat (FRA)       | 9e     |
| 10                               | Antonin Rolland (FRA)   | 35e    |
| Directeur sportif : Marcel Bidot |                         |        |

| Italie                            | Italie                   | Italie |
| --------------------------------- | ------------------------ | ------ |
| Num                               | Coureur                  | Pos    |
| 11                                | Pierino Baffi (ITA)      | 55e    |
| 12                                | Agostino Coletto (ITA)   | 27e    |
| 13                                | Angelo Conterno (ITA)    | 41e    |
| 14                                | Nino Defilippis (ITA)    | 5e     |
| 15                                | Alessandro Fantini (ITA) | 48e    |
| 16                                | Pasquale Fornara (ITA)   | 24e    |
| 17                                | Pietro Giudici (ITA)     | 42e    |
| 18                                | Bruno Monti (ITA)        | 23e    |
| 19                                | Gastone Nencini (ITA)    | 22e    |
| 20                                | Arrigo Padovan (ITA)     | 26e    |
| Directeur sportif : Alfredo Binda |                          |        |

| Belgique                         | Belgique                    | Belgique |
| -------------------------------- | --------------------------- | -------- |
| Num                              | Coureur                     | Pos      |
| 21                               | Jan Adriaensens (BEL)       | 3e       |
| 22                               | Jean Brankart (BEL)         | 39e      |
| 23                               | Alex Close (BEL)            | 17e      |
| 24                               | Alfred De Bruyne (BEL)      | 20e      |
| 25                               | Gilbert Desmet (BEL)        | 21e      |
| 26                               | Raymond Impanis (BEL)       | 33e      |
| 27                               | Marcel Janssens (BEL)       | 32e      |
| 28                               | Stan Ockers (BEL)           | 8e       |
| 29                               | Richard Van Genechten (BEL) | 45e      |
| 30                               | André Vlayen (BEL)          | HD-15    |
| Directeur sportif : Sylvère Maes |                             |          |

| Pays-Bas                            | Pays-Bas                  | Pays-Bas |
| ----------------------------------- | ------------------------- | -------- |
| Num                                 | Coureur                   | Pos      |
| 31                                  | Daan de Groot (NED)       | 15e      |
| 32                                  | Jos Hinsen (NED)          | HD-15    |
| 33                                  | Jef Lahaye (NED)          | 86e      |
| 34                                  | Jan Nolten (NED)          | 28e      |
| 35                                  | Mies Stolker (NED)        | AB-9     |
| 36                                  | Piet van den Brekel (NED) | AB-10    |
| 37                                  | Leo van der Pluym (NED)   | 30e      |
| 38                                  | Wies van Dongen (NED)     | NP-11    |
| 39                                  | Gerrit Voorting (NED)     | 11e      |
| 40                                  | Wout Wagtmans (NED)       | 6e       |
| Directeur sportif : Kees Pellenaars |                           |          |

| Espagne                              | Espagne                   | Espagne |
| ------------------------------------ | ------------------------- | ------- |
| Num                                  | Coureur                   | Pos     |
| 41                                   | Federico Bahamontes (ESP) | 4e      |
| 42                                   | Salvador Botella (ESP)    | 65e     |
| 43                                   | Miguel Bover (ESP)        | 74e     |
| 44                                   | Miguel Chacón (ESP)       | NP-21   |
| 45                                   | Jesús Loroño (ESP)        | 29e     |
| 46                                   | René Marigil (ESP)        | 58e     |
| 47                                   | Carmelo Morales (ESP)     | 77e     |
| 48                                   | Miguel Poblet (ESP)       | NP-14   |
| 49                                   | Bernardo Ruiz (ESP)       | 70e     |
| 50                                   | José Serra Gil (ESP)      | 81e     |
| Directeur sportif : Luis Puig Esteve |                           |         |

| Suisse                          | Suisse                 | Suisse |
| ------------------------------- | ---------------------- | ------ |
| Num                             | Coureur                | Pos    |
| 51                              | Werner Arnold (SUI)    | 87e    |
| 52                              | Jacky Bovay (SUI)      | AB-4b  |
| 53                              | Claude Frei (SUI)      | 64e    |
| 54                              | Jean-Claude Gret (SUI) | 60e    |
| 55                              | Hans Hollenstein (SUI) | AB-2   |
| 56                              | Fausto Lurati (SUI)    | AB-2   |
| 57                              | Remo Pianezzi (SUI)    | 62e    |
| 58                              | Fritz Schaer (SUI)     | NP-5   |
| 59                              | Max Schellenberg (SUI) | 47e    |
| 60                              | Ernst Traxel (SUI)     | HD-18  |
| Directeur sportif : Alex Burtin |                        |        |

| Luxembourg / Mixte                 | Luxembourg / Mixte        | Luxembourg / Mixte |
| ---------------------------------- | ------------------------- | ------------------ |
| Num                                | Coureur                   | Pos                |
| 61                                 | Alves Barbosa (POR)       | 10e                |
| 62                                 | Aldo Bolzan (ITA)         | HD-18              |
| 63                                 | Marcel Ernzer (LUX)       | 51e                |
| 64                                 | Charly Gaul (LUX)         | 13e                |
| 65                                 | Edmond Jacobs (LUX)       | HD-2               |
| 66                                 | Willy Kemp (LUX)          | 83e                |
| 67                                 | Nicolas Morn (LUX)        | 68e                |
| 68                                 | Brian Robinson (GBR)      | 14e                |
| 69                                 | Jean Schmit (LUX)         | AB-11              |
| 70                                 | Jean-Pierre Schmitz (LUX) | 36e                |
| Directeur sportif : Nicolas Frantz |                           |                    |

| Nord-Est - Centre                     | Nord-Est - Centre       | Nord-Est - Centre |
| ------------------------------------- | ----------------------- | ----------------- |
| Num                                   | Coureur                 | Pos               |
| 71                                    | Ugo Anzile (FRA)        | AB-16             |
| 72                                    | Mario Bertolo (ITA)     | 43e               |
| 73                                    | Roger Chupin (FRA)      | 82e               |
| 74                                    | Adolphe Deledda (FRA)   | 71e               |
| 75                                    | Camille Huyghe (FRA)    | 80e               |
| 76                                    | Pierre Pardoën (FRA)    | HD-4b             |
| 77                                    | Raymond Reisser (FRA)   | HD-4b             |
| 78                                    | Gilbert Scodeller (FRA) | HD-20             |
| 79                                    | Pierre Scribante (FRA)  | 52e               |
| 80                                    | Roger Walkowiak (FRA)   | 1er               |
| Directeur sportif : Sauveur Ducazeaux |                         |                   |

| Sud-Est                              | Sud-Est                | Sud-Est |
| ------------------------------------ | ---------------------- | ------- |
| Num                                  | Coureur                | Pos     |
| 81                                   | Roger Chaussabel (FRA) | 88e     |
| 82                                   | Jean Dotto (FRA)       | 19e     |
| 83                                   | Raymond Elena (FRA)    | AB-22   |
| 84                                   | Lucien Fliffel (FRA)   | HD-1    |
| 85                                   | José Gil Solé (ESP)    | AB-11   |
| 86                                   | Nello Lauredi (FRA)    | 7e      |
| 87                                   | Jean Lerda (FRA)       | 57e     |
| 88                                   | Raymond Meyzenq (FRA)  | 69e     |
| 89                                   | Joseph Mirando (FRA)   | 75e     |
| 90                                   | Vincent Vitetta (FRA)  | 53e     |
| Directeur sportif : Marius Guiramand |                        |         |

| Ouest                              | Ouest                    | Ouest |
| ---------------------------------- | ------------------------ | ----- |
| Num                                | Coureur                  | Pos   |
| 91                                 | Amand Audaire (FRA)      | 76e   |
| 92                                 | Arthur Bihannic (FRA)    | AB-11 |
| 93                                 | Roger Hassenforder (FRA) | 50e   |
| 94                                 | Louis Caput (FRA)        | 56e   |
| 95                                 | Claude Le Ber (FRA)      | 59e   |
| 96                                 | Eugène Letendre (FRA)    | AB-8  |
| 97                                 | Job Morvan (FRA)         | 63e   |
| 98                                 | Fernand Picot (FRA)      | 18e   |
| 99                                 | Maurice Quentin (FRA)    | 25e   |
| 100                                | Joseph Thomin (FRA)      | 37e   |
| Directeur sportif : Léon Le Calvez |                          |       |

| Île-de-France                    | Île-de-France            | Île-de-France |
| -------------------------------- | ------------------------ | ------------- |
| Num                              | Coureur                  | Pos           |
| 101                              | Nicolas Barone (FRA)     | 38e           |
| 102                              | Stanislas Bober (FRA)    | AB-14         |
| 103                              | Seamus Elliott (IRL)     | AB-4b         |
| 104                              | René Fournier (FRA)      | AB-3          |
| 105                              | Raymond Hoorelbeke (FRA) | 40e           |
| 106                              | Jean Le Guily (FRA)      | HD-20         |
| 107                              | Francis Siguenza (FRA)   | 44e           |
| 108                              | Henri Sitek (FRA)        | HD-1          |
| 109                              | Jean-Claude Skerl (FRA)  | 72e           |
| 110                              | Alfred Tonello (FRA)     | 66e           |
| Directeur sportif : Jean Prunier |                          |               |

| Sud-Ouest                     | Sud-Ouest              | Sud-Ouest |
| ----------------------------- | ---------------------- | --------- |
| Num                           | Coureur                | Pos       |
| 111                           | Philippe Agut (FRA)    | 85e       |
| 112                           | Pierre Beuffeuil (FRA) | 31e       |
| 113                           | Albert Dolhats (FRA)   | 78e       |
| 114                           | Georges Gay (FRA)      | AB-11     |
| 115                           | Robert Gibanel (FRA)   | 73e       |
| 116                           | Marcel Guitard (FRA)   | 79e       |
| 117                           | Valentin Huot (FRA)    | 61e       |
| 118                           | Maurice Lampre (FRA)   | 67e       |
| 119                           | Tino Sabbadini (ITA)   | 84e       |
| 120                           | Jacques Vivier (FRA)   | AB-3      |
| Directeur sportif : Paul Maye |                        |           |